# Маскаренский фуди
Маскаренский фуди, или маврикийский ткачик-фоди (Foudia rubra) — вид птиц из семейства ткачиковых.

## Распространение
Эндемики Маврикия. Живут в лесах и на плантациях. Часть птиц в целях охраны была перемещена на близлежащий островок Île aux Aigrettes, который используется также для сохранения и других местных видов.

## Описание
Длина 14 см. В брачном оперении самцы оливково-коричневые с красной головой, пятнами на грудке и гузке и чёрными предглазьями (lores). Самки, не размножающиеся самцы и молодые птицы оливково-коричневыми с белыми полосками на крыльях и коричневым клювом.

## Биология
Питаются насекомыми (такими как кузнечики, личинки жуков, гусеницы), пауками, ягодами (некоторые особи), нектаром, который они пьют, используя свой специализированный язык с кончиком-кисточкой. Самец и самка вместе строят («ткут») гнездо из травы, мха и маленьких веточек.

## Охранный статус
МСОП присвоил виду охранный статус EN. Причиной снижения численности является разорение гнёзд крысами и макаками.